# Руппертсберг
Руппертсберг (нем. Ruppertsberg) — община в Германии, в земле Рейнланд-Пфальц. 
Входит в состав района Бад-Дюркхайм. Подчиняется управлению Дайдесхайм.  Население составляет 1467 человек (на 31 декабря 2010 года). Занимает площадь 8,07 км².